# Symplecta (Psiloconopa) mafuluensis
Symplecta (Psiloconopa) mafuluensis is een tweevleugelige uit de familie steltmuggen (Limoniidae). De soort komt voor in het Australaziatisch gebied.